# Бановці (Вержей)
'Бановці (словен. Banovci) — поселення в общині Вержей, Помурський регіон, Словенія. Висота над рівнем моря: 181,7 м.